# 1920 v hudbě

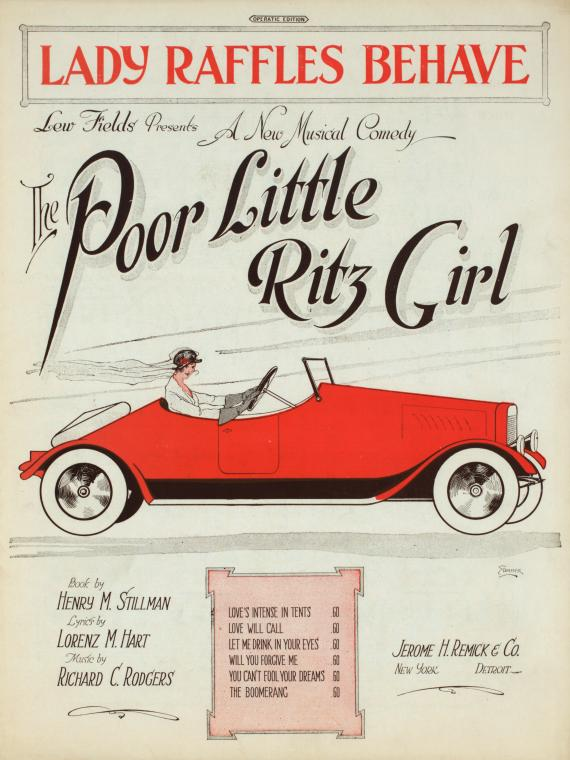
Obálka notového záznamu z roku 1920 k písni The Poor Little Ritz Girl.

Tento článek obsahuje události související s hudbou, které proběhly v roce 1920.

## Narození
- 23. února – Hall Overton, americký hudební skladatel a klavírista († 24. listopadu 1972)
- 26. února – Henri Crolla, italský kytarista a hudební skladatel († 17. října 1960)
- 7. dubna – Ravi Šankar, indický hráč na sitár († 11. prosince 2012)
- 29. dubna – Harold Shapero, americký hudební skladatel
- 13. května – Gareth Morris, britský flétnista († 14. února 2007)
- 26. května – Peggy Lee, americká zpěvačka († 21. ledna 2002)
- 10. června – Zbyněk Vostřák, český dirigent a hudební skladatel († 4. srpna 1985)
- 18. června – Karel Risinger, český hudební skladatel a muzikolog († 11. srpna 2008)
- 16. července – Ivo Jirásek, český hudební skladatel († 8. ledna 2004)
- 29. srpna – Charlie Parker, americký jazzový saxofonista († 12. března 1955)
- 23. září – Jiří Jaroch, český hudební skladatel († 30. prosince 1986)
- 6. prosince – Dave Brubeck, americký jazzový klavírista a hudební skladatel († 5. prosince 2012)

## Úmrtí
- 20. října – Max Bruch, německý hudební skladatel a dirigent (* 6. ledna 1838)
- 7. prosince – Štěpán Doubek, český hudební skladatel a pedagog (* 15. září 1872)